# Pierre de l’Armoire

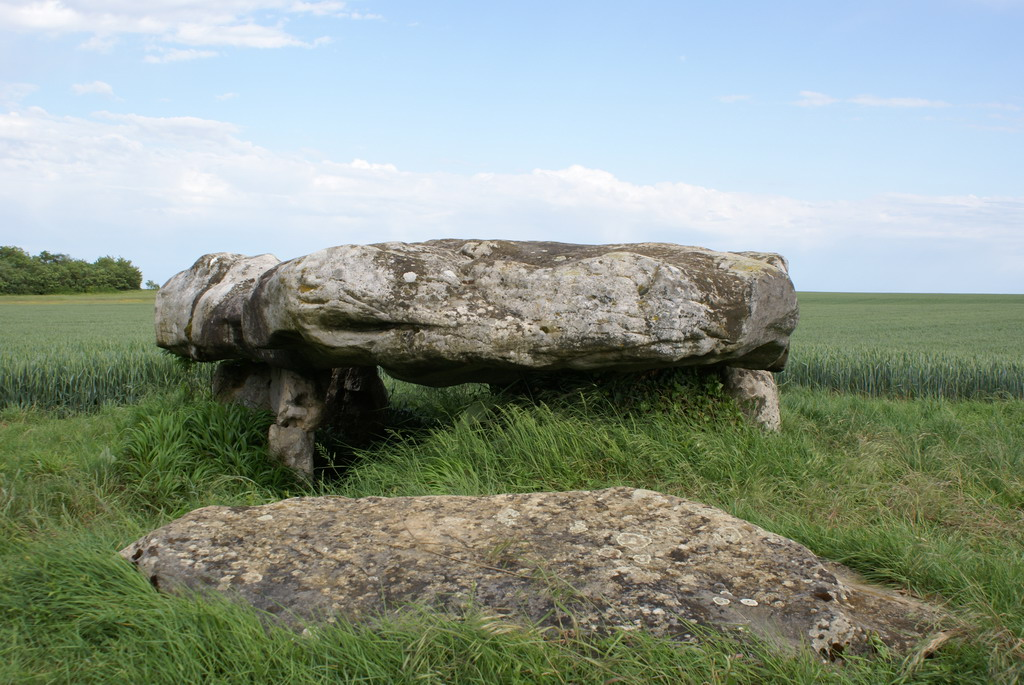
Pierre de l’Armoire

Der Dolmen Pierre de l’Armoire (auch Dolmen de Rumont) liegt nördlich der Gemeinde Rumont westlich von Nemours im Département Seine-et-Marne in Frankreich. Dolmen ist in Frankreich der Oberbegriff für Megalithanlagen aller Art (siehe: Französische Nomenklatur).
Der Dolmen vom type angevin (angevinischer Dolmen) befindet sich in den Überresten eines Hügels. Er hat eine etwa 4,0 m lange und 2,5 m breite, rechteckige Kammer, die von einem etwa 6,0 × 4,0 m großen Deckstein unregelmäßiger Form mit einem großen Loch im Westen bedeckt wird. Der Zugang öffnet sich wie bei allen Dolmen dieses Typs nach Osten, aber es ist nicht viel von der diesen Typ prägenden schmalen und niedrigen Zugangskonstruktion erhalten, außer einigen umgefallenen Steinen.
Der Dolmen ist seit 1889 als Monument historique geschützt.